# Tarahumara

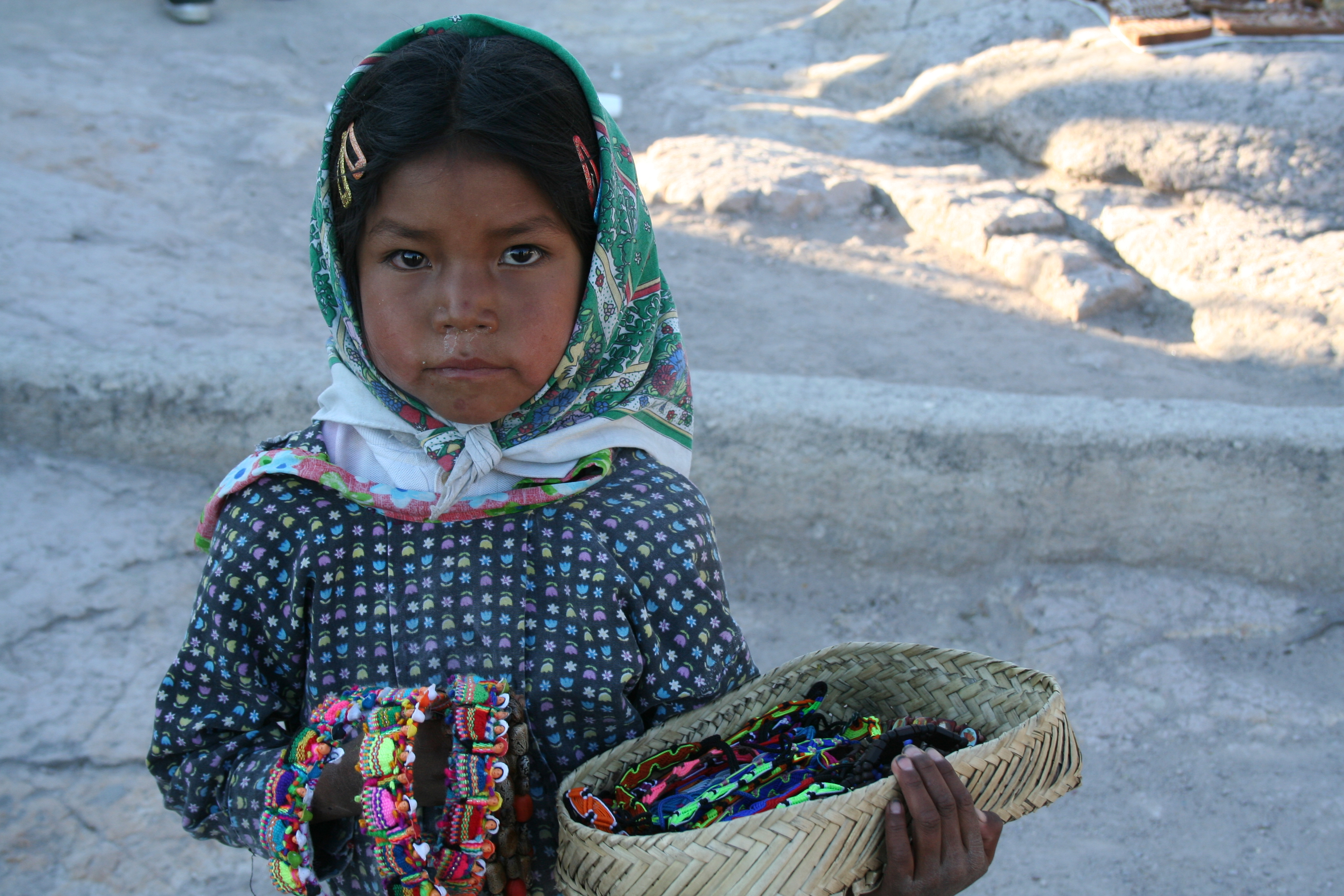
Ein Tarahumara-Mädchen verkauft Schmuck an der Barranca del Cobre.

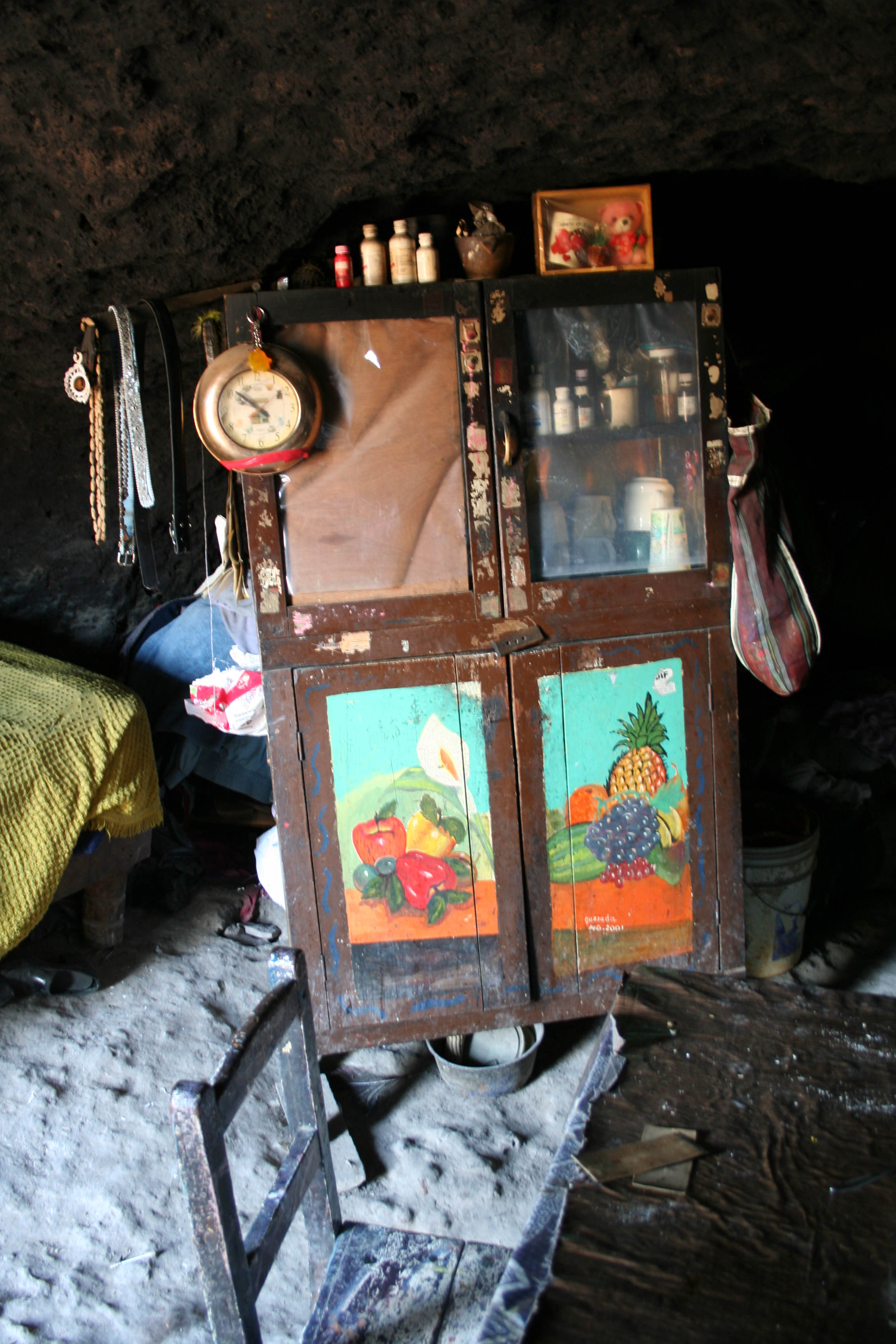
Das Innere der Wohnhöhle einer Tarahumara-Familie in der Nähe von Creel

Die Tarahumara sind eine indigene Ethnie, die im Norden Mexikos lebt. Sie sind für ihre Langstreckenläufe durch Wüsten, Schluchten und Berge berühmt. Die Männer bezeichnen sich daher in ihrer zu den uto-aztekischen Sprachen gehörenden Tarahumara-Sprache auch als Rarámuri (‚Jene, die schnell laufen‘, d. h. Läufer) bzw. als Rarómari – wohingegen sie Frauen generell als Igomele sowie die einzelne Frau als Muki bezeichnen.

## Wohngebiet
Ihr Stammesgebiet umfasst ca. 50.000 km² des Südwestens des mexikanischen Bundesstaats Chihuahua und somit einige der höchsten Gipfel der Sierra Madre Occidental (auch als Sierra Tarahumara bekannt) – mit Höhenzügen zwischen 1500 und 2400 m über Meeresspiegel. Das Gebiet umfasst zahlreiche Canyons, einschließlich der berühmten Barranca del Cobre (Kupferschlucht). Im Laufe der Jahre haben sie sich immer weiter in das unwegsame Berggebiet der Alta Tarahumara und in die Baja Tarahumara zurückgezogen. Die Alta Tarahumara ist eine Sierra mit viel Wald und kaltem Klima und wird von der Stammesgruppe der Tarahumara Alto bewohnt, die sich als Rarámuri bezeichnen. Die Baja Tarahumara liegt in den Tälern, mit tropisch heißem Klima, und wird von der zweiten Stammesgruppe, den Tarahumara Bajo bewohnt, die sich selbst Rarómari nennen. In den höchsten Bergregionen variiert die Temperatur von −20 °C im Winter bis zu 20 °C im Sommer. In den Tälern und Canyons beträgt die Temperatur im Winter milde 15 °C und im Sommer bis zu 40 °C. Durch ihre isolierte Lebensweise konnten die Tarahumara ihre Traditionen erhalten; viele bewohnen noch immer Höhlen und bauen Mais und Bohnen an. Anzutreffen sind die Tarahumara in der Nähe von Creel. Dort gibt es im Complejo Ecoturístico Arareko ein tarahumarisches ejido (Handelsgenossenschaft) mit Kiefernwäldern, Wasserfällen, heißen Quellen und den Höhlenwohnstätten. 90 % der heute 50.000 Tarahumara leben meist in den Municipios Bocoyna, Urique, Guachochi, Batopilas, Carichí, Balleza, Guadalupe y Calvo und Nonoava.

## Geschichte
Die Tarahumara, Apachen (Chiricahua und Mescalero), Untere Pima (O’Ob und O’Odham), Nördliche Tepehuan (Odami) und ca. 90 andere Stämme lebten einst in der Region des heutigen Staates Chihuahua in den Llanos. Doch als die spanischen Eroberer in Batopilas Silberminen entdeckten, wurden die Tarahumara zur Arbeit in den Minen gezwungen und flüchteten daraufhin in die versteckten Täler der Barrancas. Daraufhin ereigneten sich die schlimmsten Kämpfe und blutigsten Aufstände der mexikanischen Geschichte auf ihrem Land. Ab 1607 versuchten die Jesuiten und Franziskaner, die Tarahumara zu bekehren. Einer der ersten Jesuiten dort versuchte, sie mit Gewalt zu missionieren, worauf sie sich bewaffnet zur Wehr setzten. Man sagt von ihnen, dass sie wahrscheinlich die einzige Gruppe von Indígenas sind, die nie unterworfen wurde. Auch die nordwestlich und nordöstlich lebenden Apachen überfielen ihre Siedlungen ab Mitte des 17. Jahrhunderts und bekämpften sie erbittert. Die Tarahumara stellten daraufhin den Spaniern und Mexikanern in den ständigen Abwehrkämpfen an der Nordgrenze gegen die Apachen stets furchtlose und ausdauernde Kämpfer, die es zudem zu Fuß durchaus mit den laufstarken Apachenkriegern aufnehmen konnten. Die Spanier zwangen manche Tarahumara, die sich nicht in den Bergen verstecken konnten, für sie auf spanischen Anwesen (Haziendas) oder Minen als Peons zu arbeiten. 1825 wurde ein Gesetz verabschiedet, welches Land zur landwirtschaftlichen Nutzung freigab. Landlose Mexikaner kamen in Scharen und vertrieben die Tarahumara abermals von ihrem fruchtbaren Land.
Der norwegische Anthropologe und Fotograf Carl Lumholtz besuchte auf seinen Mexikoexpeditionen mehrmals zwischen 1890 und 1898 die Tarahumara und lebte zusammengerechnet anderthalb Jahren unter ihnen. In seinem Buch Unknown Mexico: Explorations in the Sierra Madre and Other Regions, 1890–1898 (1902) beschreibt er u. a. das Leben, die Riten und die Religion der Tarahumaras. Mit einem Graphophon zeichnete er im Auftrag des American Museum of Natural History und der National Geographic Society mehrere Melodien und Gesänge der Ethnie auf.

## Kultur und Lebensweise
Ackerbau (Mais, Bohnen, Zucchini, Wassermelonen, Paprika (Chili), später Kartoffeln und Weizen), Sammeln von Wildfrüchten, Beeren, Wurzeln sowie die Jagd auf Feldmäuse, Eidechsen ergänzen ihre Ernährungsgrundlage – später kam die Rinderzucht noch hinzu.

## Kleidung
Die Frauen schmücken sich mit voluminösen Faltenröcken und Blusen aus großgemusterten, farbenfrohen Stoffen. Ebensolche Blusen tragen die Männer unifarben, kombiniert mit weiten Lendenhosen. Die traditionellen Sandalen aus Lederbändern tragen beide Geschlechter.

## Religion
Die Tarahumara bezeichnen sich heute als Katholiken. Tatsächlich praktizieren sie jedoch eine synkretistische Mischreligion, die mehr Elemente ihrer traditionellen Religion enthält: Ihrem Glauben nach sind Gott und Teufel Brüder. Beide haben das aus sieben Ebenen bestehende Universum erschaffen. Die oberste Ebene bewohnen Gott und Maria, die als Ehepartner und Eltern der Menschen verstanden werden. Die Tarahumara sind die Kinder von Gott und Maria und die Nicht-Tarahumara sind die Kinder des Teufels. Dessen Reich wird als Spiegelbild des Gottesreiches betrachtet, hat aber keine Ähnlichkeiten mit christlichen Höllenvorstellungen. Die Tarahumara glauben, dass die Kraft des göttlichen Paares in der Karwoche geschwächt ist. Daher versuchen sie ihnen mit religiösen Osterzeremonien neue Kraft zu spenden. Katholische Rituale hingegen (etwa das Weihrauch schwenken) haben die Tarahumara offenbar beeindruckt, denn inzwischen haben die Medizinmänner einen Teil der traditionellen Zeremonien entsprechend modifiziert. Der Ewe-ame genannte Medizinmann übt demnach weiter seine traditionelle Funktion aus: Er heilt Kranke teils mit Kräutern, sofern er ein einfacher Heiler ist; benutzt den halluzinogenen Peyote-Kaktus, um die verlorene oder fliehende Seele des Kranken zu halten oder wieder zurückzuholen; wirkt gegen Hexerei und hat einen fast halbgöttlichen Status, wenn er als echter Ewe-ame gilt. Gelingt der Seelenfang nicht, stirbt der Mensch und die Seele wandert in ein Tier oder wird zu einem Stern am Himmel. Alle Sterne sind daher Seelen verstorbener Tarahumaras.

## Läufer
Berühmt sind die Tarahumara als Langstreckenläufer. Laufen nimmt in ihrer Kultur einen hohen Stellenwert ein, sie bezeichnen sich selbst als Rarámuri (‚Die, die schnell rennen‘). Traditionell betreiben die Tarahumara die Hetzjagd (auch Ausdauerjagd) auf Wildtiere (wie z. B. Hirsche, Rehe), die sie im Dauerlauf die Berghänge hinaufjagen, bis diese erschöpft niedersinken und mit bloßen Händen erwürgt werden können. Mit den Läufen über 24 Stunden, bei denen eine kleine Kugel vor sich hergetrieben wird, soll aus kultischen Anlässen der Lauf von Erde und Sonne symbolisiert werden. Auch heute gibt es Tarahumara, die – ob nun zur Jagd oder auf Wettrennen – bis zu 170 km durch raue Schluchten laufen, ohne anzuhalten. Die Berge der Sierra zwangen sie seit jeher zu ausgedehnten Fußmärschen. Im Laufe der Zeit entwickelten sie auf diese Weise immer mehr Ausdauer. Ohne Probleme bewältigen sie Strecken über 300 km, barfuß oder höchstens mit Sandalen (Huaraches). Inzwischen hat sich durch die internationale Dauerlaufbewegung eine besondere Form des Tourismus herausgebildet, bei der der Langstreckenlauf im Mittelpunkt steht.